# Světce
Obec Světce (německy Swietze, Heiligenulrich – 1294) leží na Dírenském potoce 15 km ssz od Jindřichova Hradce v okrese Jindřichův Hradec v Jihočeském kraji. Žije zde 141 obyvatel.

## Název
Členové Řádu německých rytířů vybudovali někdy mezi lety 1240 a 1255 poustku (dřevěné stavby) jako provizorní sídlo. Podle archiváře Františka Teplého si zde postavili i kapli. Obyvatelé vsi i okolních obcí začali světeckou poustku podle obrazu svatého v kapličce (nejspíš sv. Ottona) nazývat U svatého, U světce, původně latinsky Ad Sanctum, německy Beim Heiligen, a z toho vznikl název obce. Místo jednotného „ten světec“ se časem začalo užívat pomnožného „ty Světce“.

## Historie
První písemná zmínka o obci pochází z roku 1255. Je jí záznam pana Vítka z Jindřichova Hradce v latinské listině sepsané dne 1. prosince téhož roku s Řádem německých rytířů při výměně dvou újezdů – Strmilov a Děbolín – za 10 lánů u vsi Světce. V té době byl součástí újezdu panský statek s několika domy poddaných. V činnosti byl mlýn, který byl poháněn vodou z hluboké nádrže pod kovárnou (pozdější čp. 15). Mlýn sousedil s tzv. Mikšovou hospodou (později čp. 15). Tyto dva objekty tvořily v roce 1255 nejstarší část Světců, celkem tvořilo Světce 10 selských domů. Dříve byl na Světeckém potoce (dnes Dírenský potok) brod – jediné překročitelné místo v rozsáhlé močálovité krajině. Tudy přes Světce vedla starodávná stezka mezi hrady jižních Čech, z Jindřichova Hradce na Chýnov (vznikl roku 983), Choustník (1282) a na Prahu.[zdroj?]

## Obyvatelstvo
| Rok            | 1869 | 1880 | 1890 | 1900 | 1910 | 1921 | 1930 | 1950 | 1961 | 1970 | 1980 | 1991 | 2001 | 2011 | 2021 |
| -------------- | ---- | ---- | ---- | ---- | ---- | ---- | ---- | ---- | ---- | ---- | ---- | ---- | ---- | ---- | ---- |
| Počet obyvatel | 491  | 495  | 456  | 482  | 489  | 456  | 412  | 251  | 256  | 228  | 197  | 155  | 136  | 142  | 133  |
| Počet domů     | 69   | 74   | 72   | 75   | 76   | 77   | 78   | 77   | 73   | 64   | 58   | 67   | 81   | 84   | 83   |

## Obecní správa
Mezi lety 1869–1974 Světce byly obcí v okrese Pelhřimov (1869–1890), poté v okrese Kamenice nad Lipou (1900–1950) a později v okrese Jindřichův Hradec. Od 1. ledna 1975 do 31. prosince 1991 patřily jako část města k Deštné a od 1. ledna 1992 jsou opět samostatnou obcí.

## Pamětihodnosti
- Zdechův mlýn
- Hřbitov z třicetileté války s božími muky
- Krucifix
- Zvonice – kaplička
- Památník obětem první světové války

## Galerie

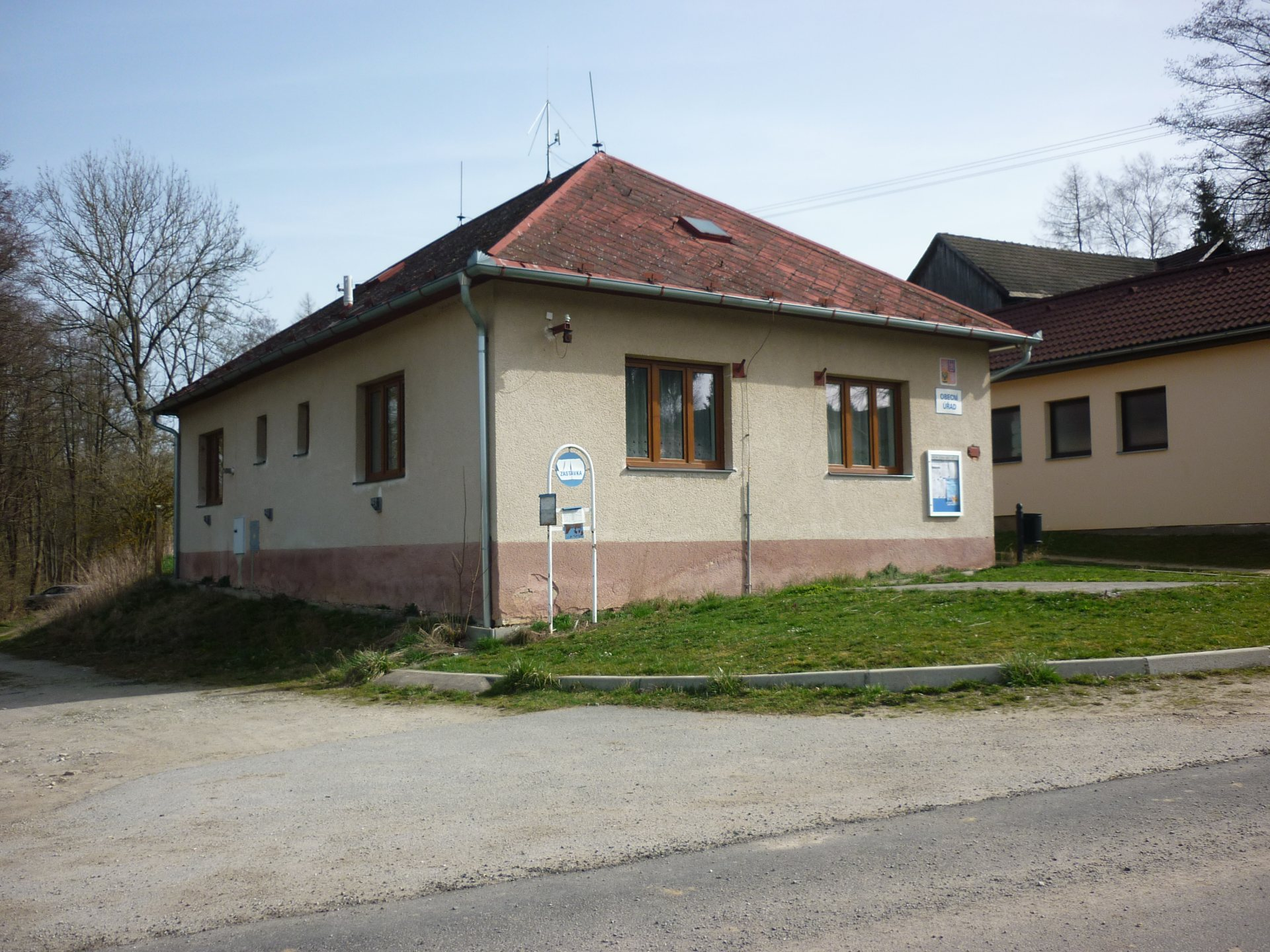
Autobusová zastávka
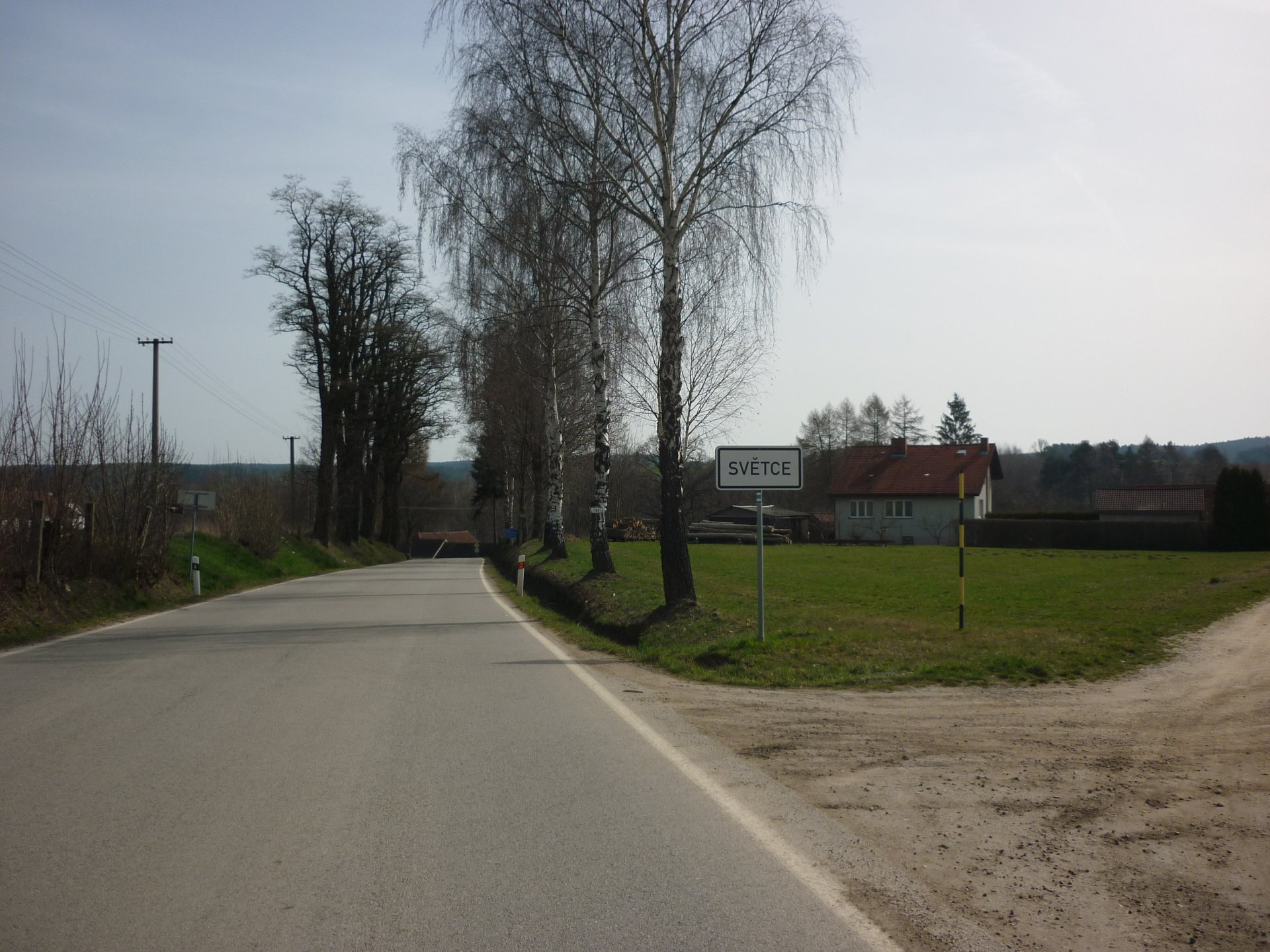
Začátek obce
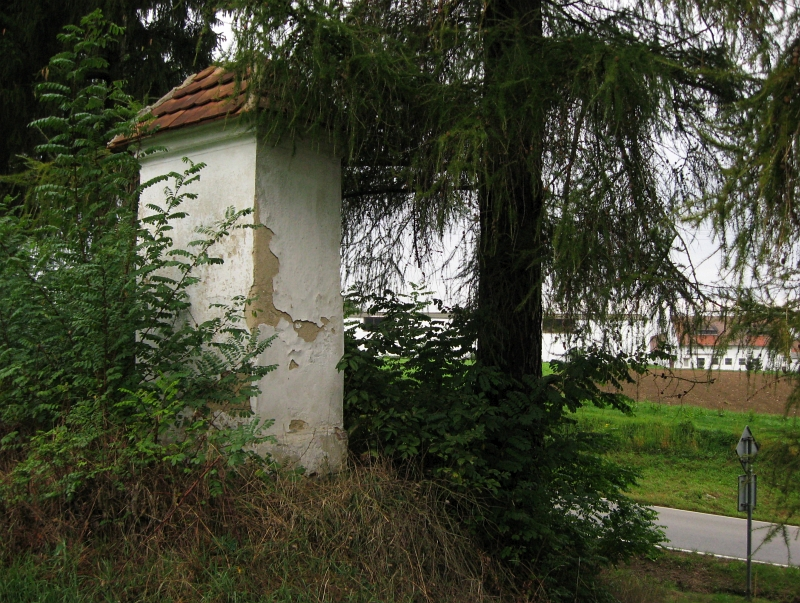
Výklenková kaplička a pohřebiště z třicetileté války